# Laßt uns sorgen, laßt uns wachen
Laßt uns sorgen, laßt uns wachen (BWV 213), ist eine weltliche Kantate von Johann Sebastian Bach. Bach komponierte sie in Leipzig und leitete die Erstaufführung am 5. September 1733. Das Werk ist auch bekannt als Die Wahl des Herkules bzw. Hercules am Scheidewege.

## Entstehung
Das Werk ist ein Dramma per musica zum griechisch-mythischen Thema Herkules am Scheidewege. Bach komponierte die Kantate nach einem Text von Picander anlässlich des elften Geburtstags von Kurprinz Friedrich Christian. Die Uraufführung erfolgte in Leipzig im Zimmermannschen Kaffeehaus, das in der Kaffeekantate zur Sprache kommt.
Teile des Werks, darunter den Eingangschor und die Arie Schlafe, mein Liebster, und pflege der Ruh hat Bach leicht verändert im Teil IV bzw. II seines Weihnachtsoratoriums übernommen. Der Ratschluss der Götter im Eingangschor Lasst uns sorgen, lasst uns wachen über unsern Göttersohn wird dabei im Weihnachtsoratorium zu einem christlichen Gebetstext: Fallt mit Danken, fallt mit Loben vor des Höchsten Gnadenthron.

## Inhalt
Die Kantate hat 13 Sätze:
1. Chor: Laßt uns sorgen, lasst uns wachen
2. Rezitativ (Alt): Und wo? Wo ist die rechte Bahn
3. Arie (Sopran): Schlafe, mein Liebster, und pflege der Ruh
4. Rezitativ (Sopran, Tenor): Auf! folge meiner Bahn
5. Arie (Alt): Treues Echo dieser Orten
6. Rezitativ  (Tenor): Mein hoffnungsvoller Held
7. Arie (Tenor): Auf meinen Flügeln sollst du schweben
8. Rezitativ (Tenor): Die weiche Wollust locket zwar
9. Arie (Alt): Ich will dich nicht hören
10. Rezitativ (Alt, Tenor): Geliebte Tugend, du allein
11. Duett (Alt, Tenor): Ich bin deine, du bist meine
12. Rezitativ (Bass): Schaut, Götter, dieses ist ein Bild
13. Chor: Lust der Volker, Lust der Deinen

## Besetzung
- Gesangssolisten: Sopran (Wollust), Alt (Herkules), Tenor (Tugend), Bass (Merkur)
- Chor: Sopran, Alt, Tenor, Bass
- Orchester: Horn I-II, Oboe oder Oboe d’amore I-II, Streicher, Generalbass

## Einspielungen (Auswahl)
- BACH, J.S.: Secular Cantatas, Vol. 5 BWV 213 und BWV 214. Joanne Lunn, Robin Blaze, Makoto Sakurada, Dominik Wörner, Bach Collegium Japan, Masaaki Suzuki, BIS 2015.